# Blackout (Britney Spears-album)
 For alternative betydninger, se Blackout. (Se også artikler, som begynder med Blackout)
Blackout er det femte studiealbum af den amerikanske popsangerinde Britney Spears, der blev udgivet den  26. oktober 2007 på Jive Records. Spears intention var at lave et sjovt, dansabelt album med uptempo, høj energisk musik der inkorporerede elektropop og dance-stilarter med elementer af funk, Euro disco, og dubstep. Rent lyrisk kredser albummet om berømmelse, sex, kærlighed og dans. Spears begyndte at skrive sange til albummet i november 2003, efter udgivelsen af hendes forrige studiealbum In the Zone, og begyndte at eksperimentere med en mere akustisk lyd.
Efter brylluppet med Kevin Federline i 2004, og fødslen af hendes første søn det efterfølgende år, begyndte hun at indspille albummet i 2006 med producerne J. R. Rotem, Danja og Kara DioGuardi. I slutningen af 2006 fødte hun hendes anden søn, og søgte om skilsmisse. Herefter arbejdede hun videre med producere som The Clutch og Bloodshy & Avant. Indspilningen fandt sted i forskellige studier rundt om i USA, heriblandt Spears' hjem i Los Angeles. Nogle af producerne var imponeret over hendes professionalisme, på trods af hendes turbulente privatliv. Billeder til albummets cover blev fotograferet af Ellen von Unwerth. Især to billeder, der forstillede Spears og en præst i udfordrende positurer i en skriftestol, blev fordømt af Catholic League i USA.
Blackout var planlagt til at udkomme den 13. november, men blev rykket frem til den 30. oktober da materialet blev lækket på internettet. Zomba Label Group sagsøgte Perez Hilton for at have lagt mindst ti sange ud på sin blog. Parterne indgik et forlig i juni 2009. Ved udgivelsen modtog albummet overvejende gode anmeldelser fra musikkritikere, der kaldte det for hendes hidtil mest progressive og konsistente album, men mente det var albummets producere snarere end Spears selv der havde ansvaret for dette. Anmelderne kritiserede også hendes vokaler for at være over-processerede. Blackout var tæt på at gå ind som nummer ét i USA, men på grund af en ændring i hitlistens regler, debuterede albummet på andenpladsen i stedet for. Albummet tog også førstepladsen på den europæiske top 100-liste, så vel som i Canada og Irland. I yderligere 13 lande gik albummet ind i top 10. Ved slutningen af 2008 havde Blackout solgt 3,1 millioner eksemplarer på verdensplan.
Tre singler blev udgivet fra albummet. "Gimme More" opnåede en tredjeplads på Billboard Hot 100 i USA, og blev et top 5-hit i 14 lande. "Piece of Me" blev et top 10-hit i 12 lande, heriblandt Australien, Canada og Storbritannien. I modsætning til hendes tidligere album, blev Blackout ikke promoveret stort af Britney Spears. Hendes eneste optræden var en meget udskældt optræden med "Gimmme More" ved MTV Video Music Awards i 2007. Albummet optrådte på mange lister over årets og årtiets bedste album, heriblandt afstemninger af læserne af Billboard og Rolling Stone. The Times kårede albummets som årtiets femte bedste popalbum. I 2012 blev albummet optaget i biblioteket og arkiverne i Rock and Roll Hall of Fame.

## Udgivelse
Inden albummets titel, "Blackout",  blev valgt, blev der på Britney Spears' hjemmeside startet en konkurrence, hvor medlemmerne af hendes fanklub kunne være med til at vælge albumets titel. De fem muligheder var Omg is Like Lindsay Lohan Like Okay Like, What if the joke is on you, Down boy, Integrity, og Dignity.

## Demonumre
Siden foråret 2007 er en række demosange blevet lagt ud på nettet fra mere eller mindre officielle kilder. Således blev de 10 sange Radar, Get Back, Kiss You All Over, A Song About You, When U Gon’ Pull It?, State of Grace, Stupid Things, Sugarfall og Let Go lækkede i maj måned 2007 , mens singlen Baby Boy blev lækket på Hollywoodupclose.com. Sangene Red Carpet og Pull Out blev begge lækket på YouTube.
Herudover har en blog kunnet opsnappe de følgende numre, der angiveligt ikke vil blive medtagede på albummet: Get Back, Got Me High, Everybody , For My Sister, What You Sippin' On og Rebellion.

## Anmeldelser
Indtil videre har albummet fået fine anmeldelser i de danske medier. Kun DR Musik’s anmeldelse hælede en del til den dårligere side. 
Jyllands Posten – 4 Stjerner 
"'Blackout' er det mest gennemførte, kompromisløse og kunstnerisk interessante udspil, som Britney Spears har lagt navn til i en allerede lang og kommercielt set ekstremt succesrig karriere."
BT – 5 Stjerner 
"Midt i en skandaletid præsenterer Britney Spears med 'Blackout' sin hidtil bedste plade"
"Fra den første sang, 'Gimme More', er 'Blackout' nemlig Britneys hidtil bedste bud på en sej danseplade"
"'Toy Soldier', 'Piece Of Me' og ikke mindst 'Heaven On Earth' nogle af de bedste, renskårede popsange, jeg kan mindes at have hørt i lang, lang tid."
Berlingske Tidende – 3 stjerner 
"Ganske ofte svinger sangene i naturlig takt med tåspidserne. De virker altså efter hensigten."
Ekstra Bladet – 4 Stjerner 
"Det er uhyrligt underholdende og mere pornostjerne end popstjerne, men det fungerer faktisk fortrinligt, fordi hendes enorme hold af sangskrivere har kreeret et forførende funky sæt sange, der vil virke fra morgenfriske fitnesscentre over alverdens dansegulve til de dunkleste stripbarer."
DR Musik 
"Ingen ved deres fulde fem havde vel regnet med, at ex-Fru Federlines comeback-album 'Blackout' skulle være en kunstnerisk milepæl. Det er det bestemt heller ikke. Det er et 100% poppet freakshow, dirigeret af en håndfuld rimelig talentfulde producere og med den engang så uskyldige Britney som intetanende lip-syngende hånddukke."
"Af et 100% artificielt og computermanipuleret album uden sjæl er 'Blackout' dog ikke så værst. Det har bare intet med Britney Spears at gøre…"

## Spor
| 1.    | "Gimme More"               | Nate Hills, James Washington, Keri Hilson, Marcella Araica                                 | Danja, Jim Beanz[a]             | 4:11 |
| 2.    | "Piece of Me"              | Christian Karlsson, Pontus Winnberg, Klas Åhlund                                           | Bloodshy & Avant                | 3:32 |
| 3.    | "Radar"                    | Karlsson, Winnberg, Henrik Jonback, Balewa Muhammad, Candice Nelson, Ezekiel Lewis, J. Que | Bloodshy & Avant, The Clutch[b] | 3:48 |
| 4.    | "Break the Ice"            | Hills, Washington, Hilson, Araica                                                          | Danja, Beanz[a]                 | 3:16 |
| 5.    | "Heaven on Earth"          | Michael McGroarty, Nick Huntington, Nicole Morier                                          | Freescha, Kara DioGuardi        | 4:53 |
| 6.    | "Get Naked (I Got a Plan)" | Corte Ellis, Hills, Araica                                                                 | Danja, Beanz[a]                 | 4:45 |
| 7.    | "Freakshow"                | Karlsson, Winnberg, Jonback, Lewis, J. Que, Britney Spears                                 | Bloodshy & Avant, The Clutch[b] | 2:55 |
| 8.    | "Toy Soldier"              | Karlsson, Winnberg, Magnus Wallbert, Sean "The Pen" Garrett                                | Bloodshy & Avant, Garrett[b]    | 3:22 |
| 9.    | "Hot as Ice"               | T-Pain, Hills, Araica                                                                      | Danja, Beanz[a]                 | 3:17 |
| 10.   | "Ooh Ooh Baby"             | DioGuardi, "Fredwreck" Farid Nasser, Eric Coomes, Spears                                   | Nasser, DioGuardi               | 3:28 |
| 11.   | "Perfect Lover"            | Hills, Washington, Hilson, Araica                                                          | Danja, Beanz[a]                 | 3:03 |
| 12.   | "Why Should I Be Sad"      | Spears, Pharrell Williams                                                                  | The Neptunes                    | 3:10 |
| 43:37 |                            |                                                                                            |                                 |      |

| 13. | "Outta This World" | Hills, Washington, Hilson, Araica | Danja, Beanz[a] | 3:44 |

| 13. | "Outta This World"                  | Hills, Washington, Hilson, Araica                 | Danja, Beanz[a] | 3:44 |
| 14. | "Everybody"                         | Spears, Jonathan Rotem, Evan Bogart, Annie Lennox | J. R. Rotem     | 3:17 |
| 15. | "Get Back"                          | Ellis, Hills, Araica                              | Danja, Beanz[a] | 3:49 |
| 16. | "Gimme More" (Paul Oakenfold Remix) | Hills, Washington, Hilson, Araica                 | Danja, Beanz[a] | 6:06 |

| 13. | "Get Back"                   | Ellis, Hills, Araica                              | Danja, Beanz[a] | 3:49 |
| 14. | "Gimme More" (Junkie XL Dub) | Hills, Washington, Hilson, Araica                 | Danja, Beanz[a] | 4:58 |
| 15. | "Everybody"                  | Spears, Jonathan Rotem, Evan Bogart, Annie Lennox | J. R. Rotem     | 3:17 |
| 16. | "Gimme More" (Music Video)   | Hills, Washington, Hilson, Araica                 | Danja, Beanz[a] | 4:00 |

Noter
- ↑a betyder vokal producer
- ↑b betyder co-producer